# Yangsi
Yangsi (chiń. 杨思站) – stacja metra w Szanghaju, na linii 8. Zlokalizowana jest pomiędzy stacjami Chengshan Lu i Dongfang Tiyu Zhongxin. Została otwarta 5 lipca 2009.